# Oda a un ruiseñor
«Oda a un ruiseñor» es un poema de John Keats escrito en el jardín del Spaniards Inn, Hampstead, Londres o, según el amigo de Keats Charles Armitage Brown, bajo un ciruelo en el jardín de la casa de Keats en Wentworth Place, también en Hampstead. Según Brown, un ruiseñor había construido su nido cerca de la casa que compartía con Keats en la primavera de 1819. Inspirado por el canto del pájaro, Keats compuso el poema en un día. Pronto se convirtió en una de sus odas de 1819 y se publicó por primera vez en Annals of the Fine Arts el mes de julio siguiente. El poema es uno de los más antologados en lengua inglesa.
«Oda a un ruiseñor» es un poema personal que describe el viaje de Keats hacia el estado de capacidad negativa. El tono del poema rechaza la búsqueda optimista del placer que se encuentra dentro de los poemas anteriores de Keats y, en su lugar, explora los temas de la naturaleza, la fugacidad y la mortalidad, siendo este último particularmente relevante para Keats.
El ruiseñor descrito experimenta un tipo de muerte, pero en realidad no muere. En su lugar, el pájaro cantor es capaz de vivir a través de su canto, que es un destino que los humanos no pueden esperar. El poema termina con la aceptación de que el placer no puede durar y que la muerte es una parte inevitable de la vida. En el poema, Keats imagina la pérdida del mundo físico y se ve a sí mismo muerto, como un "césped" sobre el que canta el ruiseñor. El contraste entre el ruiseñor inmortal y el hombre mortal sentado en su jardín se agudiza por un esfuerzo de la imaginación. La presencia del tiempo es notable en el poema, ya que la primavera llegó temprano en 1819, trayendo ruiseñores por todo el brezal.

## Temas
«Oda a un ruiseñor» describe una serie de conflictos entre la realidad y el ideal Romántico de unión con la naturaleza. En palabras de Richard Fogle, "La tensión principal del poema es una lucha entre lo ideal y lo real: términos inclusivos que, sin embargo, contienen antítesis más particulares de placer y dolor, de imaginación y razón de sentido común, de plenitud y privación, de permanencia y cambio, de naturaleza y lo humano, de arte y vida, libertad y esclavitud, vigilia y sueño." Por supuesto, el canto del ruiseñor es la imagen dominante y la "voz" dominante dentro de la oda. El ruiseñor es también objeto de empatía y alabanza dentro del poema. Sin embargo, el ruiseñor y el debate sobre el ruiseñor no tratan simplemente del pájaro o de su canto, sino de la experiencia humana en general. Esto no quiere decir que el canto sea una simple metáfora, sino que es una imagen compleja que se forma a través de la interacción de las voces contradictorias de alabanza y cuestionamiento. Sobre este tema, David Perkins resume la forma en que «Oda a un ruiseñor» y «Oda sobre una urna griega» realizan esto cuando dice: "estamos tratando con un talento, de hecho todo un enfoque de la poesía, en el que símbolo, por muy necesario que sea, posiblemente no satisfaga como la principal preocupación de la poesía, más de lo que podría hacerlo con Shakespeare, sino que es más bien un elemento en la poesía y el drama de las reacciones humanas". Sin embargo, hay una diferencia entre una urna y un ruiseñor en que el ruiseñor no es una entidad eterna. Además, al crear cualquier aspecto del ruiseñor inmortal durante el poema el narrador separa cualquier unión que pueda tener con el ruiseñor.
El canto del ruiseñor dentro del poema está conectado con el arte de la música de la misma manera que la urna en «Oda sobre una urna griega» está conectada con el arte de la escultura. Como tal, el ruiseñor representaría una presencia encantadora y, a diferencia de la urna, está directamente conectado con la naturaleza. Como música natural, la canción está destinada a la belleza y carece de un mensaje de verdad. Keats sigue la creencia de Coleridge, que se encuentra en «El ruiseñor», de separarse del mundo perdiéndose en el canto del pájaro. Aunque Keats prefiere un ruiseñor hembra al pájaro masculino de Coleridge, ambos rechazan la representación tradicional del ruiseñor relacionada con la tragedia de Filomela. Su pájaro cantor es un ruiseñor feliz que carece del sentimiento melancólico de las representaciones poéticas anteriores. El pájaro es sólo una voz dentro del poema, pero es una voz que obliga al narrador a unirse a ella y olvidar las penas del mundo. Sin embargo, hay tensión en el hecho de que el narrador alberga la culpa de Keats por la muerte de Tom Keats, su hermano. La conclusión de la canción representa el resultado de intentar escapar al reino de la fantasía.
Al igual que «A una alondra» de Percy Bysshe Shelley, el narrador de Keats escucha el canto de un pájaro, pero escuchar el canto dentro de «Oda a un ruiseñor» es casi doloroso y similar a la muerte. El narrador busca estar con el ruiseñor y abandona su sentido de la visión para abrazar el sonido en un intento de compartir la oscuridad con el pájaro. Cuando el poema termina, el trance causado por el ruiseñor se rompe y el narrador se queda preguntándose si fue una visión real o sólo un sueño. La dependencia del poema en el proceso de dormir es común a los poemas de Keats, y «Oda a un ruiseñor» comparte muchos de los mismos temas que «Sueño y poesía» y «Víspera de Santa Inés» de Keats. Esto separa aún más la imagen del canto del ruiseñor de su imagen comparativa más cercana, la urna representada en «Oda a una urna griega». El ruiseñor es distante y misterioso, e incluso desaparece al final del poema. La imagen onírica acentúa el carácter sombrío y esquivo del poema. Estos elementos hacen imposible que haya una autoidentificación completa con el ruiseñor, pero también permite que la autoconciencia impregne todo el poema, aunque en un estado alterado.
A mitad del poema, se produce una escisión entre las dos acciones del poema: la primera intenta identificarse con el ruiseñor y su canto, y la segunda analiza la convergencia del pasado con el futuro mientras se experimenta el presente. Este segundo tema recuerda la visión de Keats sobre la progresión humana a través de la Mansión de muchos apartamentos y cómo el hombre pasa de experimentar y desear sólo el placer a entender la verdad como una mezcla de placer y dolor. Los Campos Elíseos y el canto del ruiseñor en la primera mitad del poema representan los momentos placenteros que abruman al individuo como una droga. Sin embargo, la experiencia no dura para siempre, y el cuerpo se queda deseándolo hasta que el narrador se siente indefenso sin el placer. En lugar de abrazar la verdad que se acerca, el narrador se aferra a la poesía para esconderse de la pérdida del placer. La poesía no produce el placer que el narrador pide originalmente, pero le libera de su deseo de sólo placer.